# The Power of the Cross (film 1913)
The Power of the Cross è un cortometraggio muto del 1913 scritto, diretto e interpretato da Arthur V. Johnson.

## Produzione
Il film fu prodotto dalla Lubin Manufacturing Company.

## Distribuzione
Distribuito dalla General Film Company, il film - un cortometraggio di due bobine - uscì nelle sale cinematografiche statunitensi il 18 aprile 1913.